# Submarino U-609
El submarino alemán U-609 fue un submarino tipo VIIC construido para la Kriegsmarine de la Alemania nazi para el servicio durante la Segunda Guerra Mundial. Fue depositada el 7 de abril de 1941 por Blohm & Voss, Hamburgo como astillero número 585, botada el 23 de diciembre de 1941 y comisionada el 12 de febrero de 1942 bajo el mando del Oberleutnant zur See Klaus Rudloff.

## Diseño
Los submarinos alemanes Tipo VIIC fueron precedidos por los submarinos más cortos Tipo VIIB . El U-609 tenía un desplazamiento de 769 toneladas (757 toneladas largas) cuando estaba en la superficie y 871 toneladas (857 toneladas largas) mientras estaba sumergido.  Tenía una longitud total de 67,10 m (220 pies 2 pulgadas), una longitud de casco de presión de 50,50 m (165 pies 8 pulgadas), una manga de 6,20 m (20 pies 4 pulgadas), una altura de 9,60 m ( 31 pies 6 pulgadas) y un calado de 4,74 m (15 pies 7 pulgadas). El submarino estaba propulsado por dos motores diésel sobrealimentados Germaniawerft F46 de cuatro tiempos y seis cilindros . produciendo un total de 2800 a 3200 caballos de fuerza métricos (2060 a 2350 kW; 2760 a 3160 shp) para uso en superficie, dos motores eléctricos de doble acción BBC GG UB 720/8 que producen un total de 750 caballos de fuerza métricos (550 kW; 740 shp) ) para usar mientras está sumergido. Tenía dos ejes y dos hélices de 1,23 m (4 pies ) . El barco era capaz de operar a profundidades de hasta 230 metros (750 pies).
El submarino tenía una velocidad máxima en superficie de 17,7 nudos (32,8 km/h; 20,4 mph) y una velocidad máxima sumergida de 7,6 nudos (14,1 km/h; 8,7 mph).  Cuando estaba sumergido, el barco podía operar durante 80 millas náuticas (150 km; 92 mi) a 4 nudos (7,4 km/h; 4,6 mph); cuando salió a la superficie, podría viajar 8.500 millas náuticas (15.700 km; 9.800 mi) a 10 nudos (19 km / h; 12 mph). El U-609 estaba equipado con cinco tubos lanzatorpedos de 53,3 cm (21 pulgadas) (cuatro instalados en la proa y uno en la popa), catorce torpedos , un cañón naval SK C/35 de 8,8 cm (3,46 pulgadas) , 220 proyectiles y un Cañón antiaéreo C/30 de 2 cm (0,79 pulgadas) . El barco tenía una capacidad de entre cuarenta y cuatro y sesenta marineros.

## Historial de servicio
La carrera del barco comenzó con el entrenamiento en la 5.ª Flotilla de submarinos el 12 de febrero de 1942, seguida del servicio activo el 1 de agosto de 1942 como parte de la 6.ª Flotilla de submarinos donde serviría durante el resto de su servicio. En cuatro patrullas hundió dos buques mercantes, para un total de 10,288 toneladas de registro bruto (TRB) .

### Manadas de lobos
El U-609 participó en seis manadas de lobos, a saber:
- Vorwärts (25 de agosto - 1 de septiembre de 1942)
- Panther (13 - 16 de octubre de 1942)
- Draufgänger (6 - 11 de diciembre de 1942)
- Raufbold (11 - 18 de diciembre de 1942)
- Landsknecht (19 - 28 de enero de 1943)
- Pfeil (1 - 7 de febrero de 1943)

### Hundimiento
El U-609 fue hundido el 6 de febrero de 1943 en el Atlántico Norte en la posición 54°56′N 28°11′O / 54.933, -28.183, por cargas de profundidad de la corbeta de la Francia Libre FFNF Lobelia . Todas los marineros fallecieron. 

## Resumen de la historia de las incursiones
| Fecha                | Nombre del barco | Nacionalidad | Tonelaje ( TRB ) | destino |
| -------------------- | ---------------- | ------------ | ---------------- | ------- |
| 31 de agosto de 1942 | Capira           | Panamá       | 5,625            | hundido |
| 31 de agosto de 1942 | Bronxville       | Noruega      | 4,663            | hundido |